# Sammlung Kruse
Bei der Sammlung Kruse handelte es sich um eine Spezialsammlung von Russischen Münzen, Medaillen und Orden.

## Der Sammler
Albert Kruse wurde am 7. Januar 1936 in Minden geboren. Er besitzt in Minden eine Autohandlung. Seit 1969 ist er Mitglied der Münzfreunde Minden und seit 1973 Mitglied der Westfälischen Münzfreunde. Eine Exkursion dieses Vereins nach Gotland veranlasste ihn, russische Münzen zu sammeln.

## Die Sammlung
Als Albert Kruse zu sammeln begann, waren die russischen Prägungen ein eher vernachlässigter Bereich der Numismatik, so dass er einige sehr seltene und unike Stücke kaufen konnte. Unter anderem enthielt die Sammlung den größten, je außerhalb Russlands vereinigten Bestand an Jefimki (Plural von Jefimok), also an Talern, die in Russland gegengestempelt wurden, um für den Umlauf gültig zu sein. Die Sammlung enthielt 1.458 Lose. Das früheste Stück stammt aus Kiew von Wladimir I. Es handelt sich um einen um 1015 geprägten Srebrenik. Schwerpunkt waren die Münzen der russischen Zaren.
Die Sammlung wurde am 14. und 15. Oktober 2004 in München von Gorny & Mosch, Giessener Münzhandlung versteigert.